# Sanatorium Zonnestraal

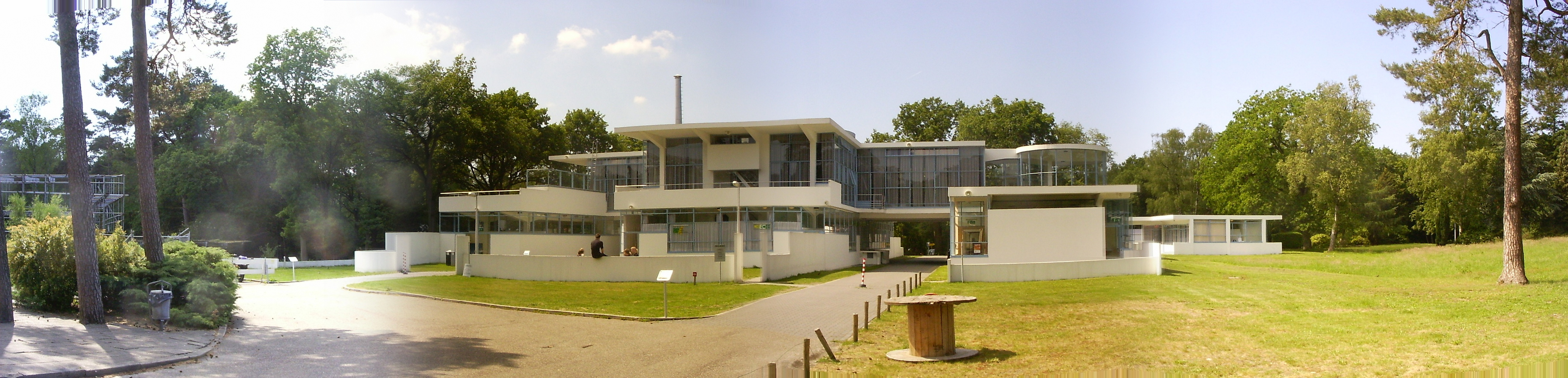
Hoofdgebouw Sanatorium Zonnestraal

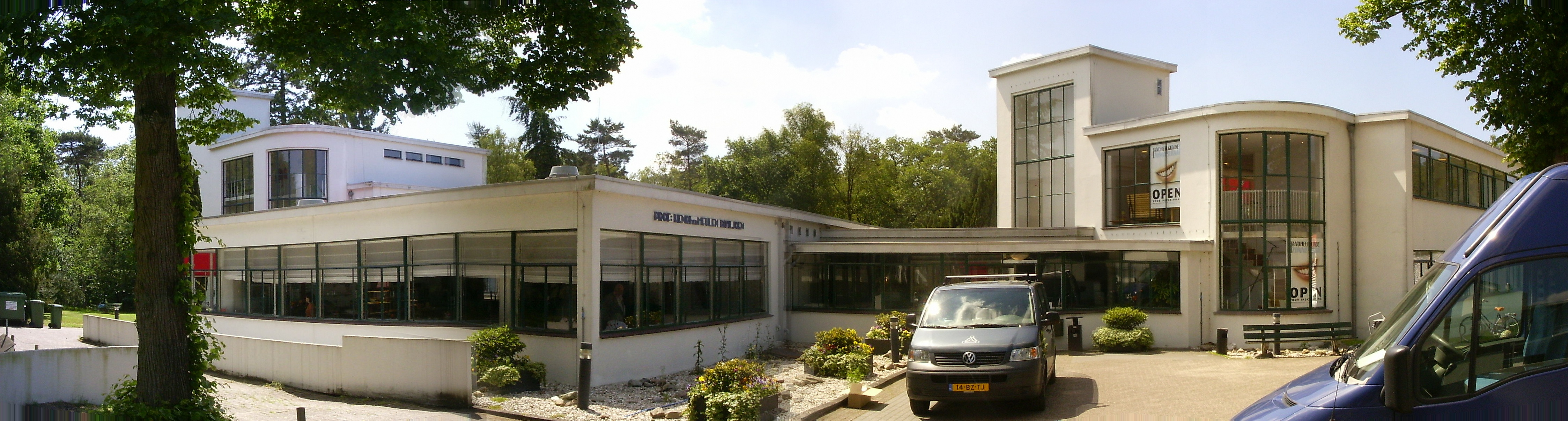
Het Ter Meulen-paviljoen

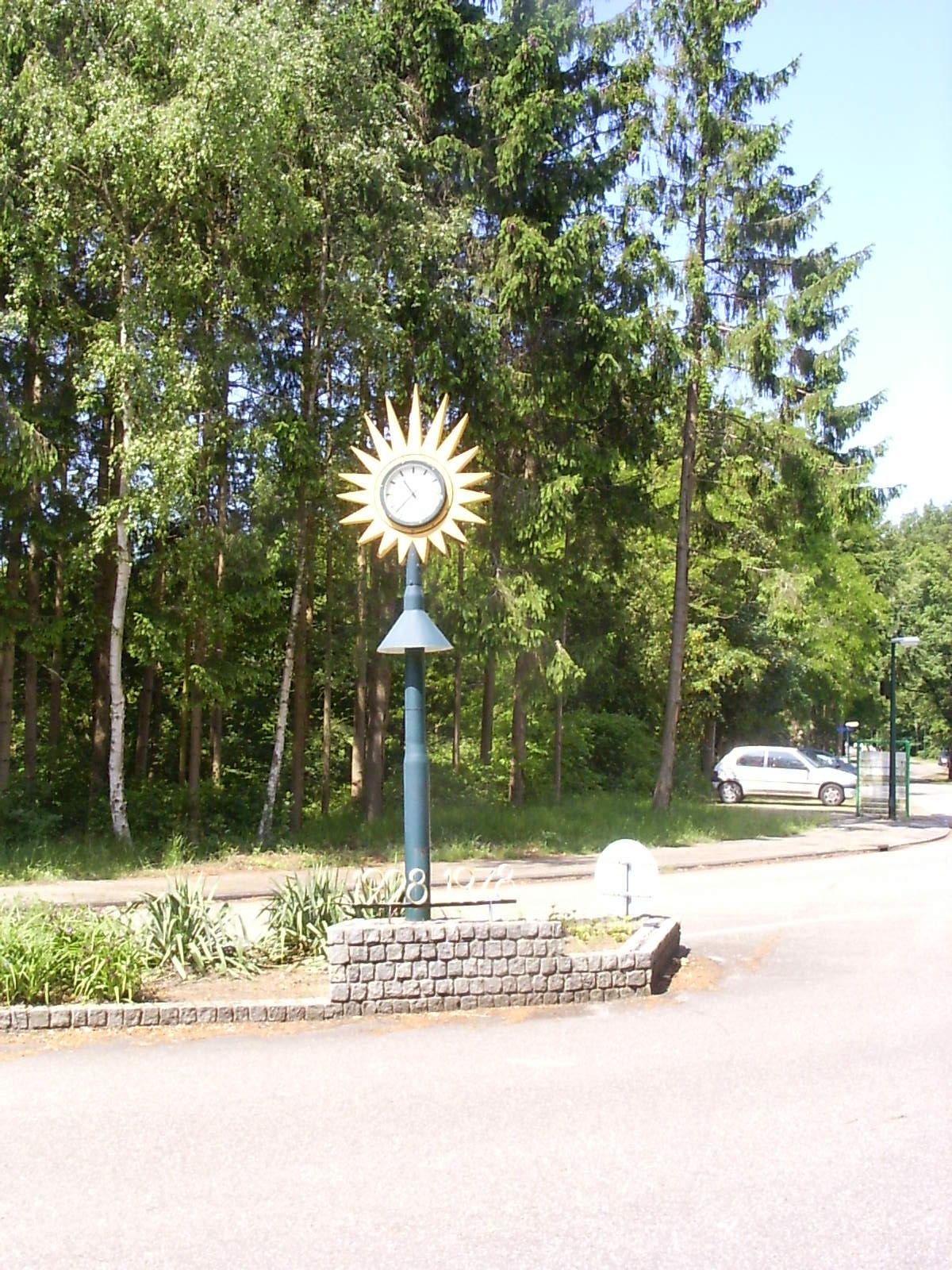
Klok op standaard in Duiker-blauw

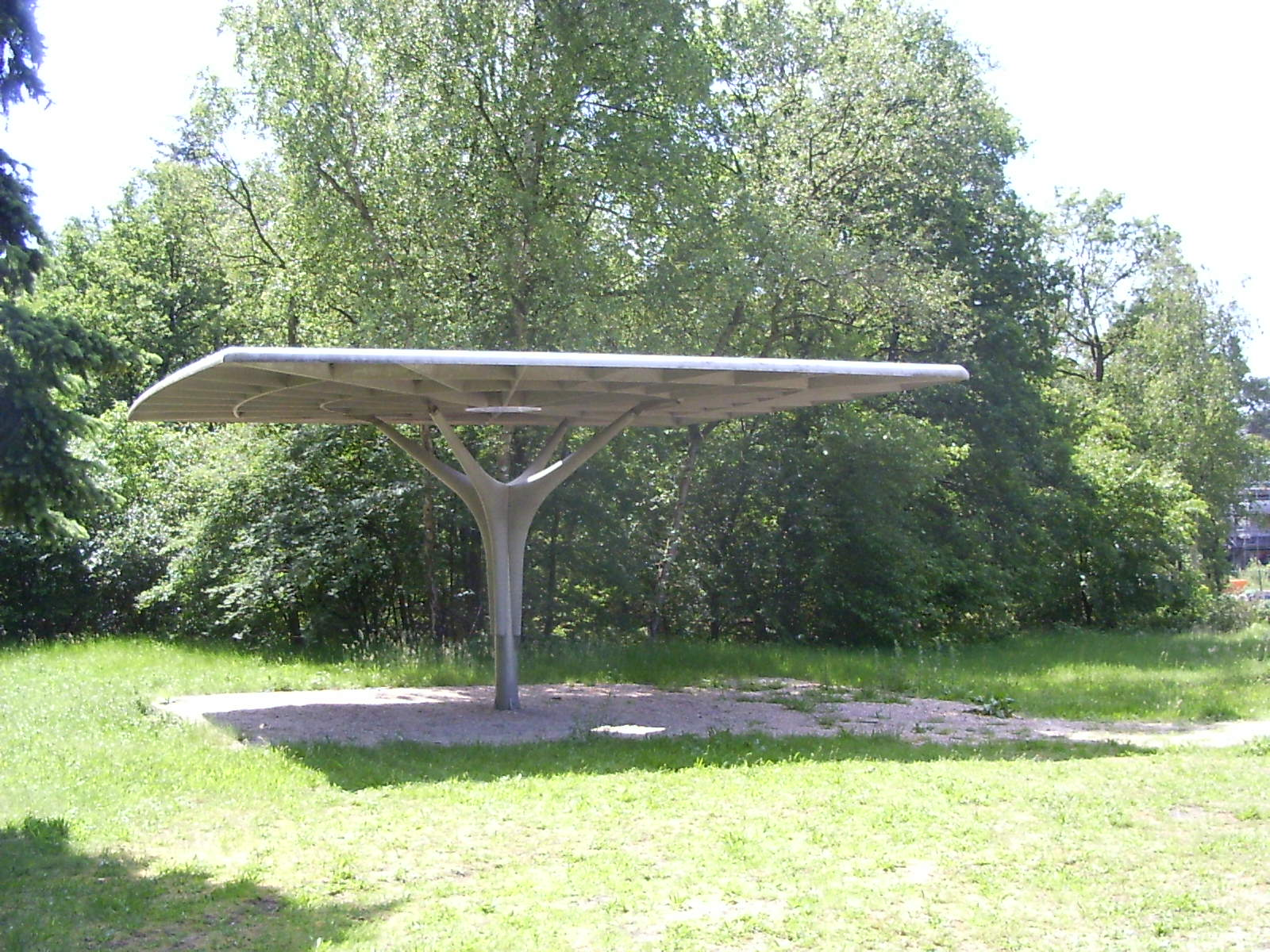
Afdak

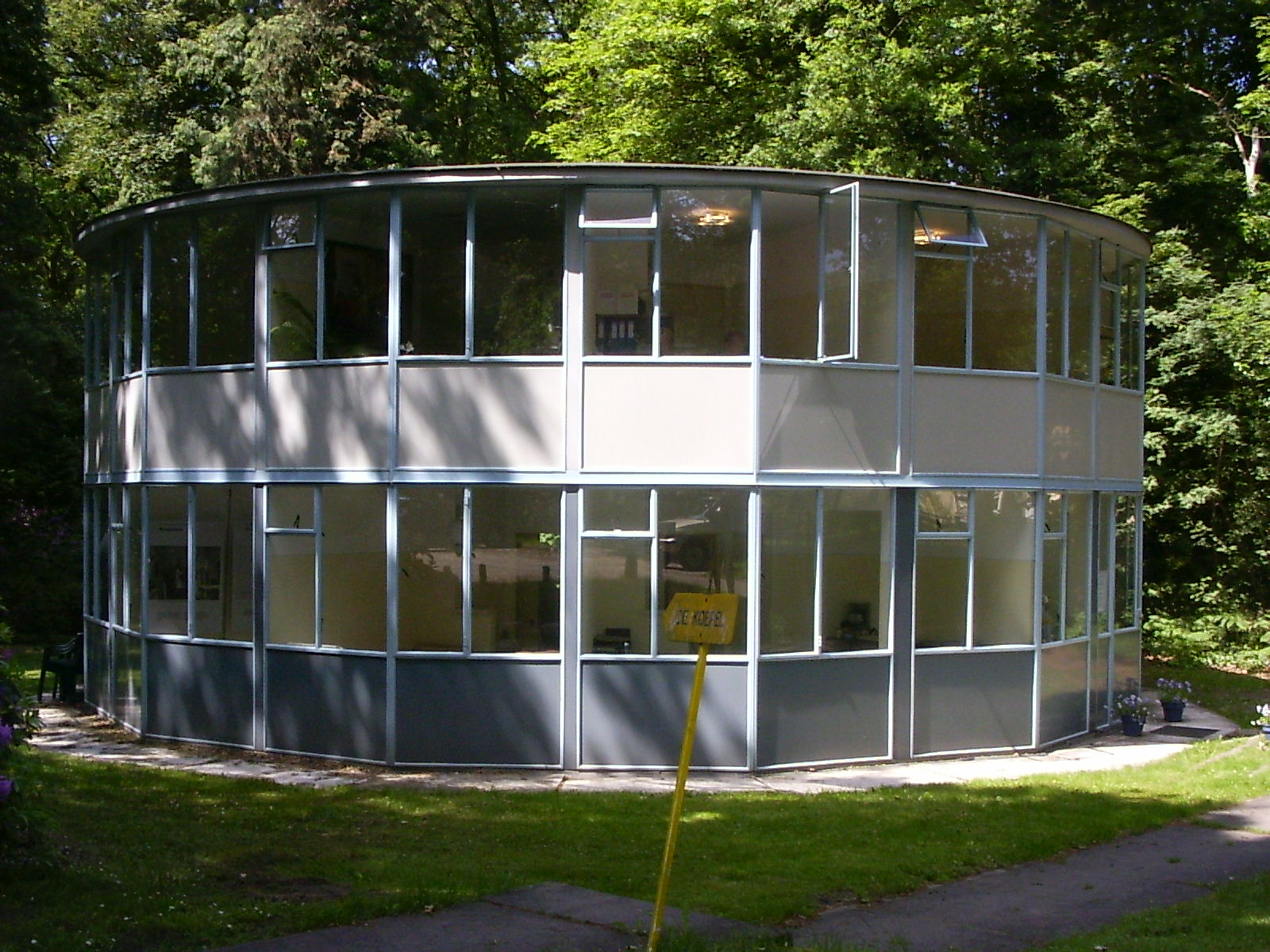
De Koepel huisvestte de dienstboden

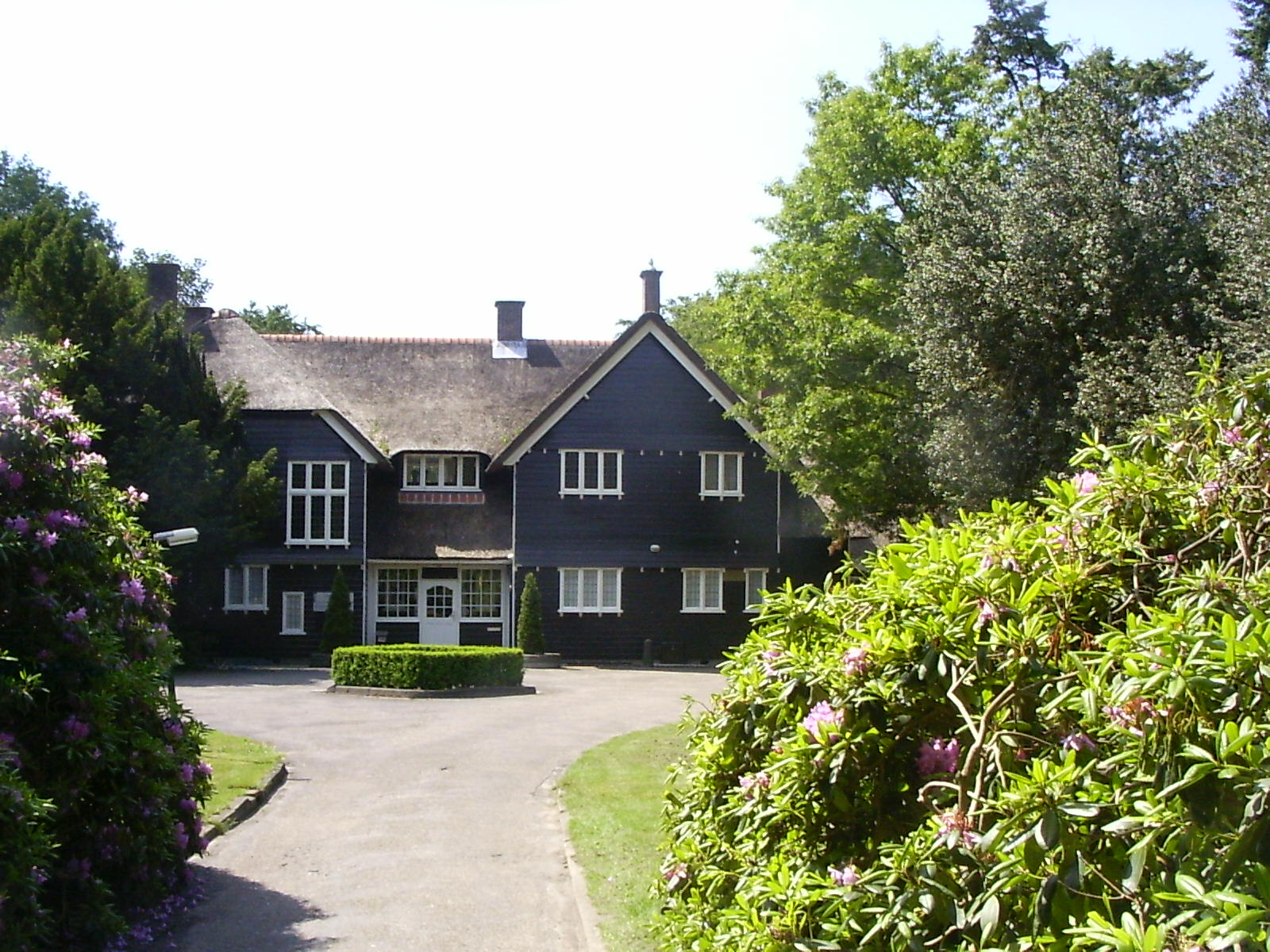
De villa

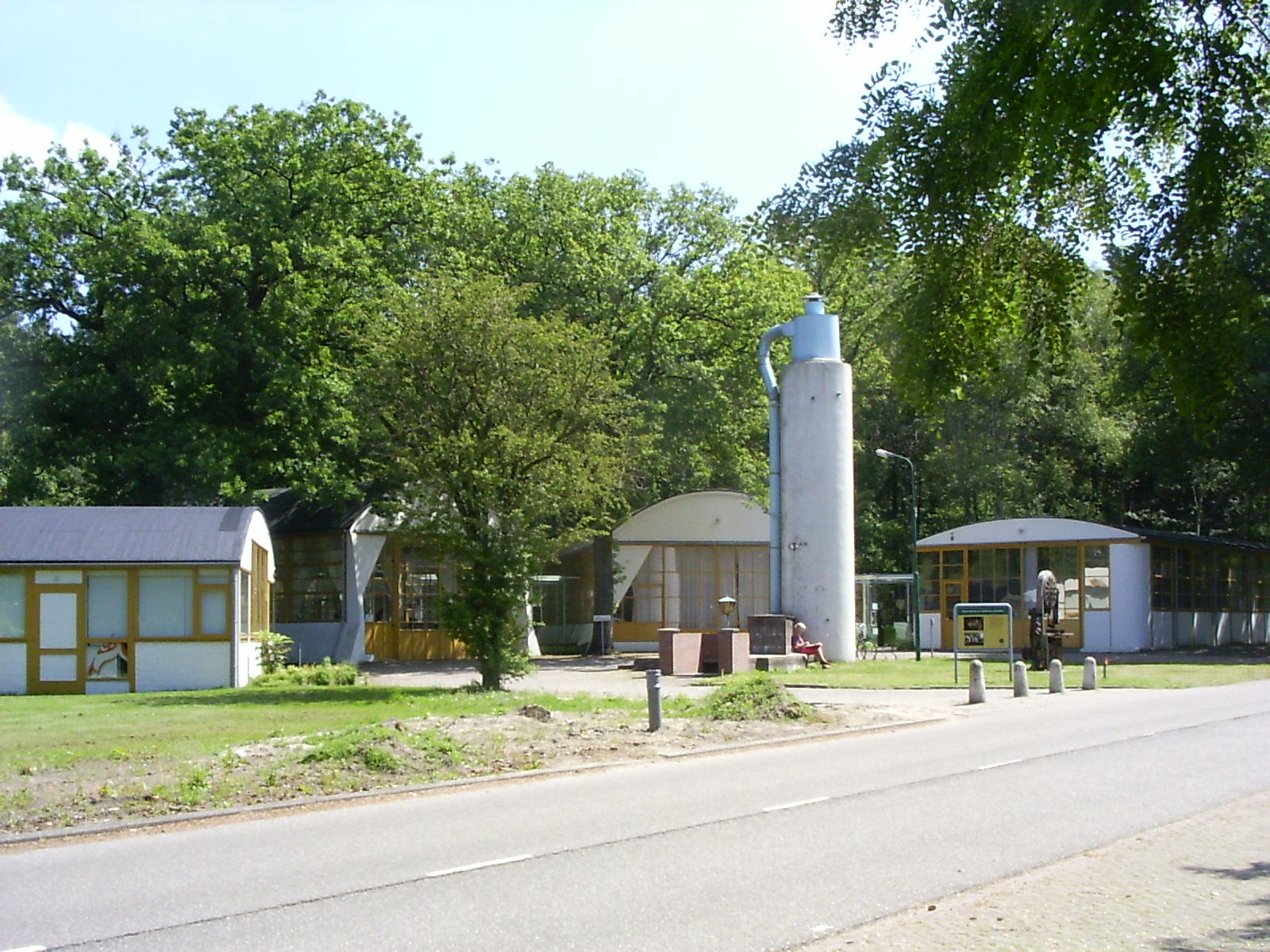
Werkplaatsen voor de patiënten

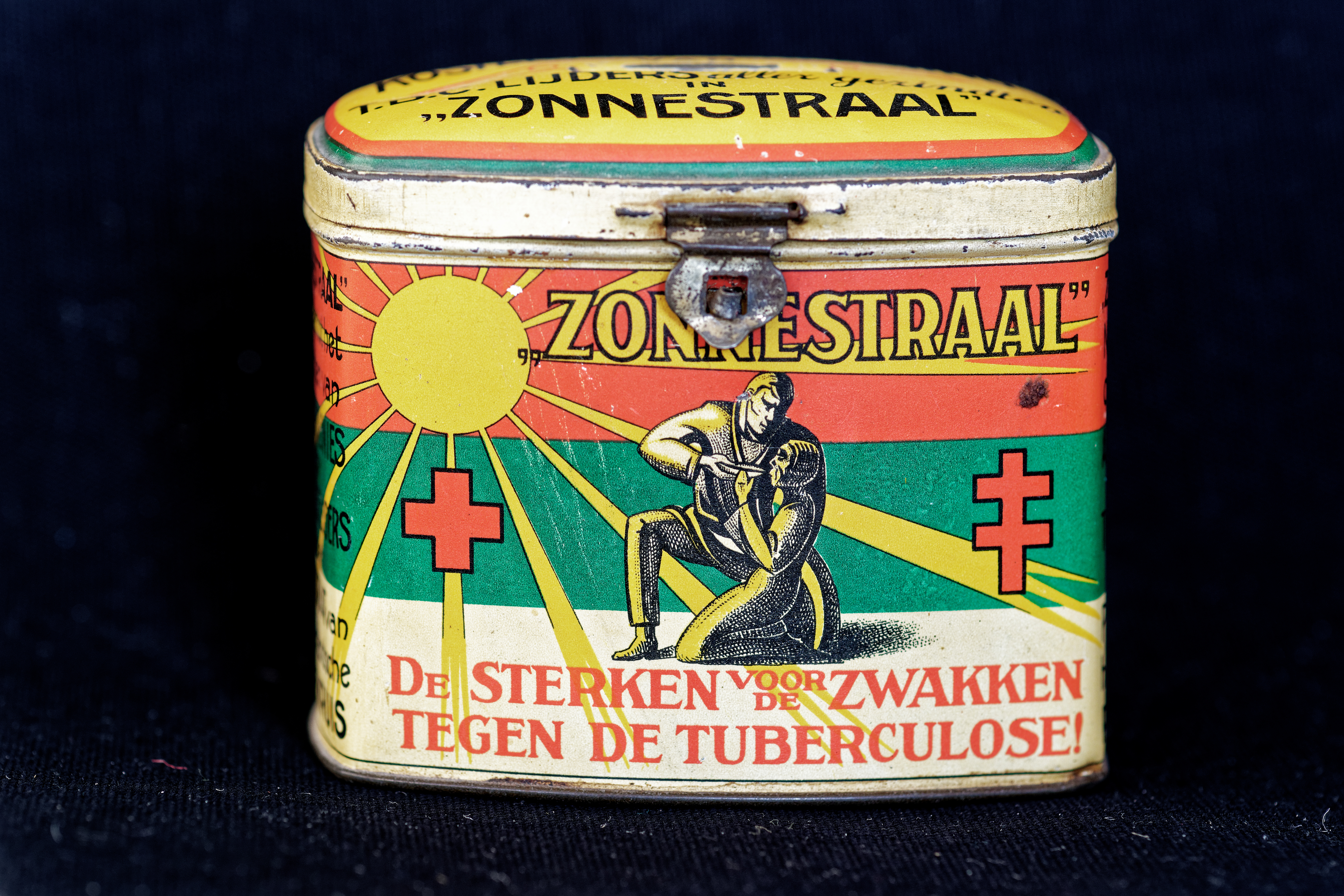
Collectebusje voor donateurs.

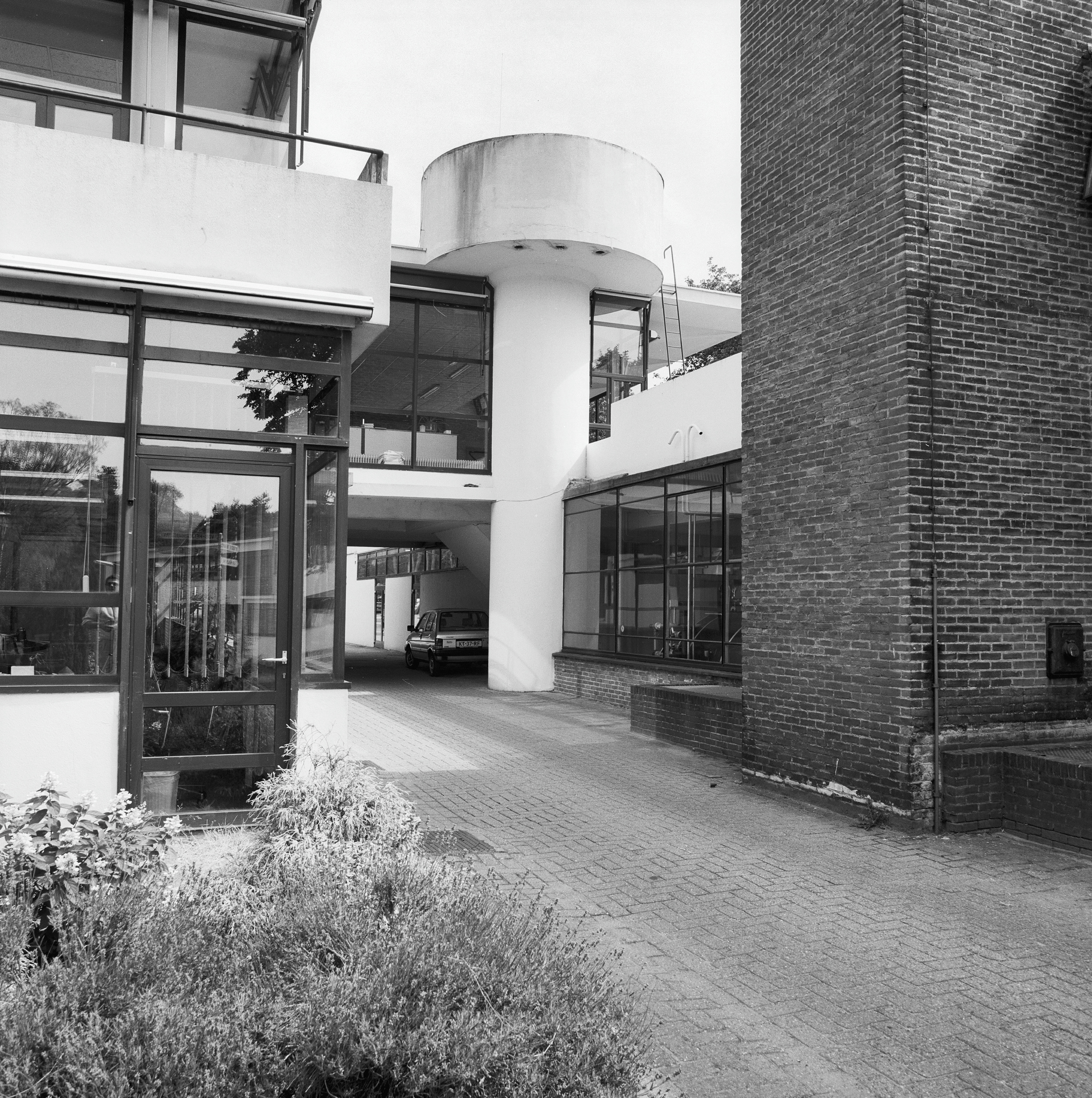
Watertoren in het hoofdgebouw in 1986

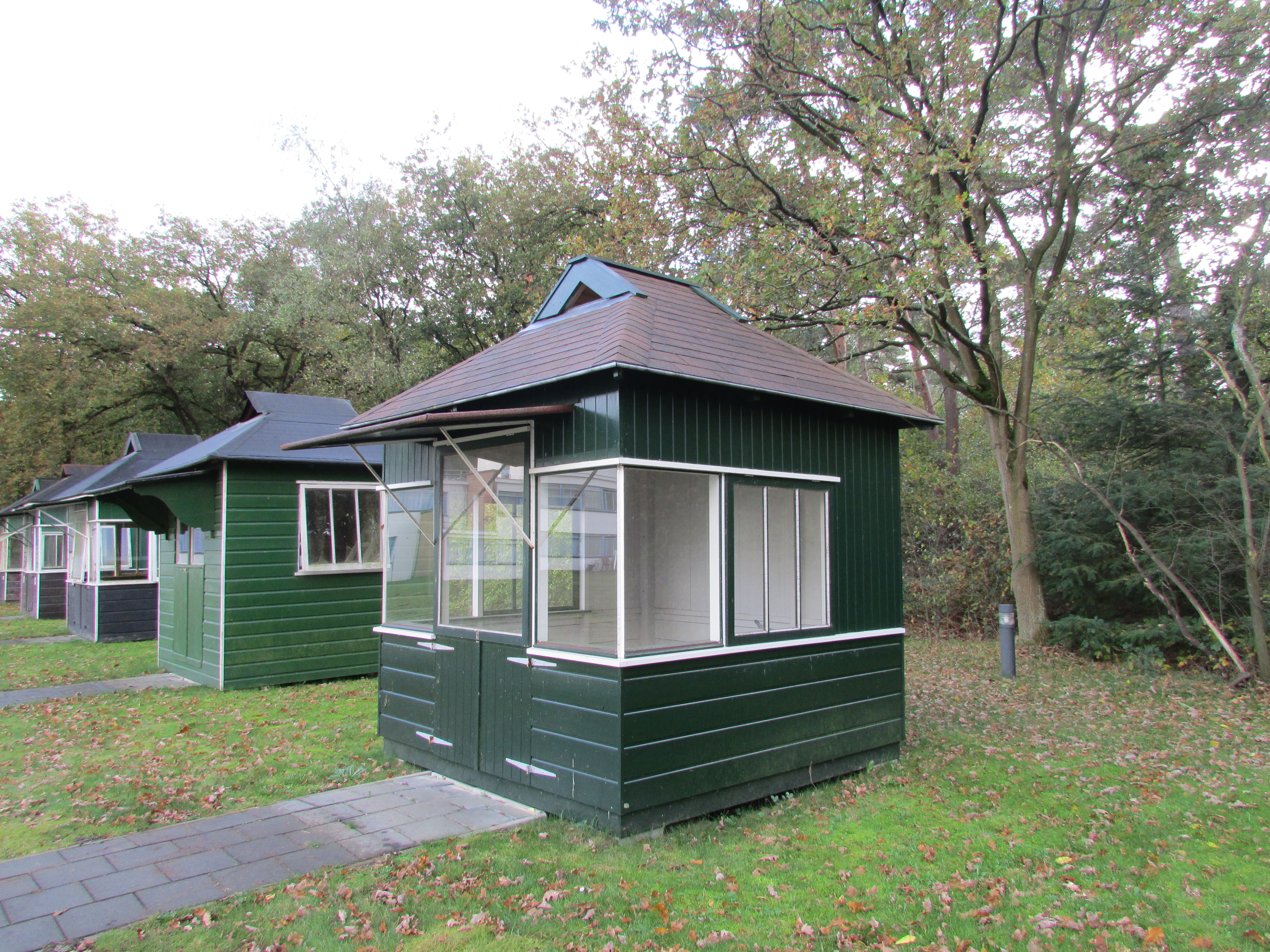
Tbc-huisjes

Sanatorium Zonnestraal was een sanatorium in de Nederlandse gemeente Hilversum. Het complex was oorspronkelijk bestemd voor diamantslijpers die tuberculose hadden opgelopen. Het werd ontworpen door de architect Jan Duiker, in samenwerking met Bernard Bijvoet en Jan Gerko Wiebenga. Het hoofdgebouw werd geopend op 12 juni 1928. Het Ter Meulen-paviljoen werd tegelijkertijd geopend met het hoofdgebouw, het Dresselhuys-paviljoen volgde in 1931. In 1957 werd Zonnestraal een ziekenhuis en ging verder als Algemeen Ziekenhuis Zonnestraal te Hilversum.
Zonnestraal beslaat circa 120 hectare, en ligt in het Loosdrechtse Bos. Het complex was van 2010 tot 2018 een officiële kandidaat voor de werelderfgoedlijst van de UNESCO, maar werd van de lijst afgevoerd. In 2018 droeg woningbouwcorporatie 'De Alliantie', die landgoed Zonnestraal met de monumentale bebouwing sinds 2006 in bezit had, over aan 'Zonnestraal Hilversum BV'. Dit is een onderdeel van de Óbidos-vastgoedmaatschappij. Delen van het complex hebben nog een gezondheidszorg gerelateerde functie.

## Beschrijving
Zonnestraal is gebouwd in beton, met stalen raamsponningen en enkel glas. Duiker heeft zijn standaardkleuren gebruikt: wit, zwart en een specifieke kleur lichtblauw, het zogenoemde "Duiker-blauw". Het complex is een beroemd voorbeeld van het nieuwe bouwen. Toen het werd ontworpen, dacht men dat tuberculose binnen dertig jaar uitgeroeid zou zijn. Zonnestraal werd daarom ontworpen voor een relatief geringe levensduur. Omdat later werd ingezien dat de gebouwen waarde hebben als monument, is vanaf de jaren negentig een omvangrijk restauratieprogramma in gang gezet (kostprijs 12 miljoen gulden). De restauratie wordt uitgevoerd aan de hand van plannen van de architecten Hubert-Jan Henket en Wessel de Jonge die de stijl van het oorspronkelijke ontwerp willen respecteren. Op het landgoed worden weer diverse vormen van zorg aangeboden. Het hoofdgebouw is sinds mei 2004 in de oude glorie hersteld.
De architect J.J. Jelles, in wiens werk men de verworvenheden van het nieuwe bouwen of de nieuwe zakelijkheid het meest terugvindt, werd ronduit lyrisch als hij dacht aan Sanatorium Zonnestraal:
"Uit een tijd van chaos is kristalhelder Zonnestraal ontstaan. Een verschijning uit een denkwijze die nieuw was voor het waarneembaar maken van de structuur in samenleven. Een denkwijze, die opende en insloot: uit een niet herkenbare veelheid, chaos, met intelligent stellen van de opgave, bevrijdend te vereenvoudigen tot de kern en gelijkertijd weer tot een herkenbare veelheid te komen: orde in een nieuwe verhouding."

## Historie
Jan van Zutphen was begin 1900, in een tijd van malaise, een van de voormannen van de Algemene Nederlandse Diamantbewerkersbond (ANDB). Hij zocht naar middelen om hulp te bieden aan tuberculoselijders onder zijn vakgenoten. Op maandagochtend werd de opbrengst van het afval, de gebroken koperen steeltjes van de diamanthouders, "verdronken". Door discipline in eigen kring en stellen van het doel maakte "Ome Jan" een eind aan dit "maandagochtendvieren". Het geld werd bijeengebracht en in 1905 werd de Stichting Diamantbewerkers Koperen Stelenfonds opgericht.
Maar er was niet voldoende geld om alle zieken afzonderlijk te helpen. Opnieuw werd gezocht naar mogelijkheden en de gedachte ontstond om uit het afvalslijpsel het zuivere diamantstof vrij te maken. Uiteindelijke slaagde de Delftse hoogleraar H. ter Meulen hier in. Door het procedé verwierf het "Koperen-Stelenfonds" grote inkomsten. Uit dank werd later een van de paviljoens van Zonnestraal naar Ter Meulen vernoemd.
Bij Hilversum werd het landgoed "de Pampahoeve" gekocht. In de villa kon een beperkt aantal patiënten (19) kuren in zon en buitenlucht. Met de ervaringen van dit begin kon de opgave voor een nieuw sanatorium geformuleerd worden: verhouding van ziek zijn/beter maken en geleidelijk weer deelnemen aan veelheid in samenleven. Te vaak was een terugval gebleken door geestelijke en lichamelijke overbelasting van een net verkregen evenwicht. Duiker, die in 1924-25 voor het Koperen-Stelenfonds de zeepfabriek in Diemen bouwde, maakte de ontwikkeling en het stellen van deze nieuwe opgave mee.
Met het doel een sanatorium, voor- en nazorginrichting met arbeidstherapie te bouwen, werd op 16 september 1925 de vereniging "Zonnestraal" (Nederlandsche vereeniging tot het oprichten van arbeidskolonies voor tuberculoselijders) opgericht, met Van Zutphen als voorzitter. Duiker kreeg de opdracht en in 1926 werd begonnen met de bouw van een uitgebreid complex voor 100 patiënten op het terrein van de Pampahoeve.
De witte gebouwen van beton, staal en glas werden in 1928 in gebruik genomen: de ziekenafdeling voor 28 patiënten; het hoofdgebouw met in drie evenwijdige vleugels: de medische afdeling in het noorden, terrassen, badgelegenheid en ketelhuis op het zuiden, keuken en apotheek in het midden, waartussen de hoofdweg en waar overheen de grote eetzaal ligt; twee paviljoens aan weerskanten van het hoofdgebouw op het zuidoosten en zuidwesten gericht met elk twee afdelingen voor 25 patiënten, een conversatiezaal waaromheen de verbinding loopt.

## Architectuur
Duidelijk en direct zijn verhouding en ligging ten opzichte van elkaar: grote eetzaal, kleine conversatiezaaltjes, gangen, muren, paden, terrassen, trappen en balkons.
Een sanatorium voor mensen, die kort en geleidelijk langer op mogen zijn, rond kunnen lopen en rusten om ten slotte weer enkele uren bezig te zijn op het terrein (onder andere in werkplaatsen).
Plan en constructie hebben een maateenheid van 1,50 m:

1 × 1,50 m gang, balkonbreedte,

1/2 × 1,50 m deur, glasmaat puien,

3x3m eenpersoons ziekenkamer.
Duiker heeft in 1928 door deze nieuwe verhoudingen te realiseren in deze nieuwe "hoogwaardige" materialen, ineens de grote stap gedaan naar "het nieuw beleven van ruimte."

## Restauratie
Op een internationale conferentie aan de T.U. Eindhoven (sept 1990) rond de restauratie van beschermde monumenten van het nieuwe bouwen lichtte architect Wessel de Jonge de bijzondere aanpak ervan toe. Bij de restauratie van Sanatorium Zonnestraal zouden bijvoorbeeld geen gegalvaniseerde ramen aangewend worden. Het behandelen van de ramen door de patiënten zou deel van de therapie uitmaken.

## Trivia
In aflevering 6 van het Nederlandse televisieprogramma Goedenavond Dames en Heren diende het hoofdgebouw van Zonnestraal als achtergronddecor bij de 'aanvang van de bouwwerkzaamheden' van het fictieve Sint Hubertus kinderziekenhuis te Maastricht (uitgezonden op 4 mei 2015).
Sinds 2019 wordt Sanatorium de Zonnestraal gebruikt als studio voor het programma De Rijdende Rechter.